# Ciclismo nos Jogos Pan-Americanos de 2007 - Madison masculino
A prova de madison masculino foi um dos eventos do ciclismo de pista nos Jogos Pan-Americanos de 2007, no Rio de Janeiro. Foi disputada no Velódromo da Barra no dia 19 de julho com 22 ciclistas de 11 países.

## Medalhistas
| Ouro   | ARG Walter Pérez e Juan Curuchet     |
| Prata  | COL Alexander González e José Serpa  |
| Bronze | VEN Richard Ochoa e Andris Hernández |

## Resultados
| Pos.              | Ciclistas                               | CON                      | Sprints | Sprints | Sprints | Sprints | Sprints | Sprints | Sprints | Sprints | Sprints | Sprints | Ordem de chegada | Pontos | Voltas atrás |
| Pos.              | Ciclistas                               | CON                      | 1       | 2       | 3       | 4       | 5       | 6       | 7       | 8       | 9       | 10      | Ordem de chegada | Pontos | Voltas atrás |
| ----------------- | --------------------------------------- | ------------------------ | ------- | ------- | ------- | ------- | ------- | ------- | ------- | ------- | ------- | ------- | ---------------- | ------ | ------------ |
| Medalha de ouro   | Juan Curuchet Walter Pérez              | ARG Argentina            | 3       | 5       | 5       | 5       | 1       | 3       | 5       |         | 5       | 2       | 3                | 34     |              |
| Medalha de prata  | Alexander González José Serpa           | COL Colômbia             |         |         |         | 3       | 3       | 1       | 3       | 5       | 3       |         | 5                | 18     |              |
| Medalha de bronze | Richard Ochoa Andris Hernández          | VEN Venezuela            |         |         |         | 2       |         |         | 2       | 3       |         |         | 6                | 7      |              |
| 4                 | José Medina Antonio Cabrera             | CHI Chile                | 2       | 1       | 2       |         |         | 2       |         | 2       | 2       | 5       | 1                | 16     | -1           |
| 5                 | Jorge Pérez Augusto Sánchez             | DOM República Dominicana |         | 3       | 3       |         | 2       |         |         |         | 1       | 3       | 2                | 12     | -1           |
| 6                 | Hernandes Quadri Júnior Rodrigo Silva   | BRA Brasil               | 1       | 2       |         |         | 5       |         | 1       |         |         | 1       | 4                | 10     | -1           |
| 7                 | Carlos Manuel Hernández Ignacio Sarabia | MEX México               |         |         | 1       |         |         | 5       |         | 1       |         |         | 7                | 7      | -1           |
| —                 | Keven Lacombe Ryan McKenzie             | CAN Canadá               |         |         |         |         |         |         |         |         |         |         |                  | DNF    | -3           |
| —                 | Yunier Alonso Michel Fernández          | CUB Cuba                 |         |         |         |         |         |         |         |         |         |         |                  | DNF    | -3           |
| —                 | Byron Guamá Segundo Navarrete           | ECU Equador              | 5       |         |         |         |         |         |         |         |         |         |                  | DNF    | -3           |
| —                 | Alen Reyes Milton Wynants               | URU Uruguai              |         |         |         | 1       |         |         |         |         |         |         |                  | DNF    | -3           |